# Joseph Schacht
Joseph Schacht (* 15. März 1902 in Ratibor; † 1. August 1969 in Englewood, New Jersey) war ein Orientalist und in der westlichen Welt ein führender Kenner des islamischen Rechts.
Ein bedeutender Beitrag Schachts zur Geschichte des Frühislams, ist die Erkenntnis, dass Hadithe wahrscheinlich von der Person stammen, bei der die verschiedenen Traditionslinien in die Vergangenheit zusammenlaufen, und die er als common link bezeichnet. Diese Methode wurde später auch von vielen anderen Islamwissenschaftlern fruchtbar angewandt.

## Leben
Joseph Schacht wurde in eine katholische Familie geboren. Am Humanistischen Gymnasium in Ratibor lernte er Latein, Griechisch, Englisch und Französisch sowie, auf eigene Initiative, zusätzlich Hebräisch. Er studierte in Breslau und Leipzig orientalische und klassische Philologie, unter anderem bei Gotthelf Bergsträßer. 1925 erhielt er seine erste akademische Anstellung an der Albert-Ludwigs-Universität Freiburg im Breisgau. Zwei Jahre später wurde er dort außerordentlicher und 1929 ordentlicher Professor für orientalische Sprachen. 1932 erhielt er einen Ruf an die Albertus-Universität Königsberg, verließ jedoch schon 1934 Deutschland ohne direkt verfolgt oder gefährdet zu sein und ging an die Universität Kairo, wo er bis 1939 als Professor unterrichtete. Danach ging er nach England, wo er für die BBC arbeitete. 1947 wurde er britischer Staatsbürger.
Er lehrte ab 1946 an der University of Oxford. 1950 reiste er nach Westafrika, um im Auftrag des Britischen Colonial Office einen Bericht über die Position des islamischen Rechts in Nord-Nigeria zu erstellen. In seinem Bericht bemühte er sich darum, der britischen Kolonialverwaltung eine islamische Legitimation für ihre Aufsicht und Verwaltung des dortigen Rechtssystems zu liefern. Er argumentierte in seinem Bericht, dass bereits seit dem dritten islamischen Jahrhundert das starre religiöse Recht (Scharia) durch eine rechtliche Verwaltungskompetenz (siyāsa) des Herrschers ergänzt worden sei, der auch die Qādīs Folge zu leisten hätten, soweit sie nicht gegen die Scharia verstoßen. Aus diesem Grund könnten auch die britischen Kolonialbehörden in Nord-Nigeria von den Qādīs erwarten, dass sie ihre Anordnungen durchsetzten. Proteste von Seiten der Muslime gegen die britische Verwaltung des islamischen Rechtswesens seien lediglich auf die Unkenntnis von "extremistischen" lokalen Gelehrten zurückzuführen, die nicht ausreichend über das islamische Recht informiert seien. Schachts Argumentation stützte sich auf eine historische Annahme, die heute als überholt gilt. Wie Baber Johansen in einem Aufsatz gezeigt hat, ist das Konzept der Siyāsa als rechtliche Verwaltungskompetenz des Herrschers erst im 15. Jahrhundert entwickelt worden.
Da Schacht in Großbritannien keine Aussicht auf einen eigenen Lehrstuhl hatte, nahm er das Angebot wahr, 1954 die Nachfolge von J. H. Kramers (1891–1951) an der Universität Leiden anzutreten. Schon 1957/1958 ging er in die Vereinigten Staaten und lehrte an der Columbia University, wo er 1959 ordentlicher Professor für Arabisch und Islamwissenschaft wurde. 1969 wurde er dort emeritiert.

## Ehrungen
- 1953: Ehrendoktor der juristischen Fakultät der Universität Algier[4]
- 1954: Mitglied der arabischen Akademie in Damaskus[3]
- 1956: Mitglied der Königlich Niederländischen Akademie der Wissenschaften[3]

## Schriften
- Der Islām mit Ausschluss des Qor'āns (= Religionsgeschichtliches Lesebuch. Bd. 16, ZDB-ID 529244-x). Mohr, Tübingen 1931, Digitalisat.
- Islam in Northern Nigeria. In: Studia Islamica 8 (1957) 123–146.
- An Introduction to Islamic Law. Oxford 1964; Digitalisat (1982); Nachdruck Clarendon Press, Oxford 1986, ISBN 0-19-825473-3
- The Origins of Muhammadan Jurisprudence. Oxford University Press, Oxford 1967 (verbessert und erweitert); Nachdruck auf der Grundlage der Korrekturbögen zur ersten Ausgabe durch Digital Library Production Service at the Univ. of Michigan, Ann Arbor, Mich. 2001, ISBN 1-59740-118-8.

## Belege
1. ↑  Vgl. dazu Muhammad S. Umar: Islam and Colonialism. Intellectual responses of Muslims of Northern Nigeria to British colonial rule. Brill, Leiden, Boston 2006. S. 198–203.
2. ↑  Vgl. dazu Haim Gerber: Islamic Law and Culture 1600-1840. Brill, Leiden 1999. S. 39.
3. 1 2 3  nach Wakin, S. 8
4. ↑  nach Wakin, S. 7

| Personendaten    | Personendaten                                   |
| ---------------- | ----------------------------------------------- |
| NAME             | Schacht, Joseph                                 |
| ALTERNATIVNAMEN  | Schacht, Joseph Franz                           |
| KURZBESCHREIBUNG | deutsch-britischer Orientalist, Hochschullehrer |
| GEBURTSDATUM     | 15. März 1902                                   |
| GEBURTSORT       | Ratibor                                         |
| STERBEDATUM      | 1. August 1969                                  |
| STERBEORT        | Englewood (New Jersey)                          |